# Brookwood (Alabama)
Brookwood – miasto w Stanach Zjednoczonych, w stanie Alabama, w hrabstwie Tuscaloosa. W roku 2023 miasto zamieszkiwało 2440 osób, a gęstość zaludnienia wynosiła 115,1 osoby/km².